# Josef Martin Knüsel

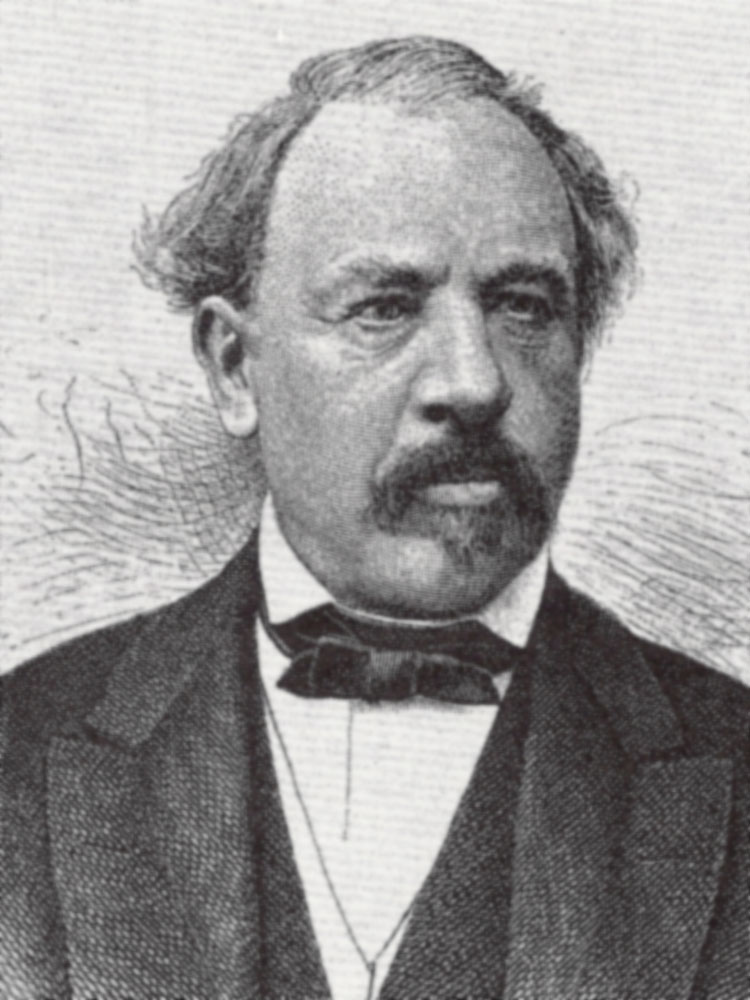
Josef Martin Knüsel

Josef Martin Knüsel (* 16. November 1813 in Luzern; † 14. Januar 1889 ebenda, heimatberechtigt in Luzern) war ein Schweizer Politiker und Jurist. Im Kanton Luzern war er als Staatsanwalt, Grossrat und Regierungsrat tätig. Ein Jahr nach seiner Wahl in den Nationalrat wurde er 1855 als Vertreter der liberalen Mitte (der heutigen FDP) und erster Innerschweizer in den Bundesrat gewählt. Während seiner zwanzig Jahre dauernden Amtszeit leitete er fünf verschiedene Departemente, so viele wie kein anderer Bundesrat. Er war Bundespräsident in den Jahren 1861 und 1866.

## Biografie

### Studium und Kantonspolitik
Er war der Sohn des wohlhabenden Lebensmittelhändlers Melchior Josef Knüsel. In seiner Heimatstadt Luzern besuchte er das Gymnasium und das Lyzeum. Anschliessend studierte er Rechtswissenschaft an der Ruprecht-Karls-Universität in Heidelberg und an der Georg-August-Universität in Göttingen, wo er sich allmählich von den Wertvorstellungen seines konservativen Elternhauses entfernte. 1838 erlangte er das Fürsprecherpatent und lebte vorübergehend in der Romandie, um seine Französischkenntnisse zu verbessern. Zurück in Luzern, schloss er sich den gemässigten Liberalen um Josef Karl Amrhyn an. Aufgrund dessen Fürsprache wählte ihn die Regierung des Kantons Luzern 1839 zum Stellvertreter des Kriminalgerichtsschreibers. Obwohl 1841 die konservativen Kräfte die Macht übernahmen, wählte der Grosse Rat den Liberalen Knüsel zum Staatsanwalt.
Während der Wirren um die Berufung von Jesuiten an die höheren Lehranstalten (eine Entscheidung, die er missbilligte) und den darauf folgenden Freischarenzügen hielt sich Knüsel vorerst aus der kantonalen Politik heraus. Dies änderte sich 1845 mit der Wahl in den Grossstadtrat, der Legislative der Stadt Luzern. Auch nach dem Sturz der konservativen Kantonsregierung am Ende des Sonderbundskriegs verblieb er als Staatsanwalt im Amt. 1847 wurde er als Abgeordneter des Wahlkreises Weggis in den Grossen Rat gewählt. Im selben Jahr heiratete er Bernhardine Brunner, die Ehe blieb kinderlos. 1848 leitete er die Gerichtsverfahren gegen die Repräsentanten des gestürzten Regimes, war aber auf Versöhnung mit den Besiegten bedacht. 1852 trat Knüsel als Staatsanwalt zurück, nachdem er in den Regierungsrat gewählt worden war. Er übernahm die Leitung des Polizeidepartements und ging gegen ultramontane Agitatoren vor. In den Jahren 1853 und 1855 war er Schultheiss (Regierungspräsident). Knüsel trat mit Erfolg zu den Nationalratswahlen 1854 an und vertrat danach zusätzlich den Wahlkreis Luzern-Süd im Nationalrat.

### Bundesrat
Knapp fünf Monate nach dem Tod von Bundesrat Josef Munzinger stand am 11. Juli 1855 die Wahl seines Nachfolgers zur Debatte. Der Luzerner Casimir Pfyffer erhielt im ersten Durchgang 66 Stimmen, verfehlte damit das absolute Mehr um sechs Stimmen und zog danach seine Kandidatur zurück. Einen Tag später wurde im vierten Wahlgang der Basler Johann Jakob Stehlin gewählt. Dieser nahm die Wahl jedoch am darauf folgenden Tag nicht an – mit der Begründung, er verfüge für dieses Amt nicht über die notwendige Erfahrung. Schliesslich entschied sich die Bundesversammlung am 14. Juli für den noch kaum bekannten Knüsel, der im zweiten Wahlgang 94 von 142 abgegebenen Stimmen erhielt (26 Stimmen entfielen auf Maurice Barman und 22 Stimmen auf weitere Personen).
Während seiner 20-jährigen Amtszeit stand Knüsel, der eher zufällig Bundesrat geworden war, fünf verschiedenen Departementen vor: 1855–1856 und 1862–1863 dem Finanzdepartement, 1857 und 1859–1860 dem Handels- und Zolldepartement, 1858, 1864–1865 und 1867–1873 dem Justiz- und Polizeidepartement, 1861 und 1866 als Bundespräsident dem Politischen Departement sowie 1874–1875 dem Departement des Innern.
In den Jahren 1859 und 1860 gehörte Knüsel dem Lager von Jakob Stämpfli an, das während des Savoyerhandels eine militärische Besetzung Hochsavoyens forderte. Die Neue Zürcher Zeitung bezeichnete ihn damals als den «gelehrigsten Schüler des Meisters Stämpfli». Bei der Frage um die Streckenführung einer alpenquerenden Eisenbahnlinie setzte sich Knüsel von Anfang an für die Gotthardbahn ein und stellte 1860 seinen Bundesratskollegen die Expertise des Urner Bauingenieurs Karl Emanuel Müller vor. Damit wollte er eine Bahnlinie durch den Lukmanier verhindern, da sie aus seiner Sicht militärstrategisch ungünstig war. Es gelang ihm, den einflussreichen Nationalrat und Eisenbahnunternehmer Alfred Escher umzustimmen, der zuvor die Lukmanier-Variante bevorzugt hatte.
Nach der abgelehnten Revision der Bundesverfassung geriet Knüsel 1872 unter Druck und schaffte bei den Bestätigungswahlen die Wiederwahl erst im zweiten Wahlgang. Während des Kulturkampfs war seine Position erneut gefährdet: Als treuer Anhänger der römisch-katholischen Kirche konnte er sich immer weniger mit den zunehmend radikaler werdenden Freisinnigen identifizieren. Zudem lehnte er die (letztlich angenommene) Totalrevision der Bundesverfassung von 1874 ab, da er der Rechtsvereinheitlichung und der Niederlassungsfreiheit kritisch gegenüberstand. Kulturkämpferische Kreise aus Solothurn, Bern und Genf forderten seine Absetzung. Knüsel gab dem Druck schliesslich nach und erklärte seinen Rücktritt per 31. Dezember 1875.

### Weitere Tätigkeiten
Als seine Rücktrittsabsicht bereits bekannt war, kandidierte Knüsel am 31. Oktober bei den Nationalratswahlen 1875, geriet dabei aber zwischen die Fronten. Im Wahlkreis Luzern-Ost unterlag er den Freisinnigen, im Wahlkreis Luzern-Nordwest den Katholisch-Konservativen. In der Folge präsidierte er die Gemeinnützige Gesellschaft, die Zentralschweizerische Kunst- und Gewerbeausstellung in Luzern, die Allgemeine Lesegesellschaft und verschiedene Erziehungsanstalten. Darüber hinaus war er Vorstandsmitglied des Schweizerischen Landwirtschaftlichen Vereins und Verwaltungsrat der Schweizerischen Mobiliarversicherung. Knüsel trat zu den Nationalratswahlen 1878 an und war im Wahlkreis Luzern-Ost erfolgreich. Da er in der Folge mehrmals mit den Katholisch-Konservativen gestimmt hatte und im eigenen Lager endgültig in Ungnade gefallen war, nominierten ihn die Freisinnigen drei Jahre später nicht mehr.